# Raimundo Eduardo da Silva
Raimundo Eduardo da Silva (Formiga, 23 de março de 1948 – São Paulo, 5 de janeiro de 1971) foi um operário metalúrgico brasileiro. Ainda jovem se mudou para Mauá, na Grande São Paulo, e atuou como militante da Ação Popular (AP) na Célula-Base 22, no bairro Jardim Zaíra, na capital paulista. Raimundo lutou contra a ditadura militar brasileira, regime instaurado em 1 de abril de 1964 e que durou até 15 de março de 1985, e foi morto com apenas 22 anos de idade, após ser preso em dezembro de 1971 devido à sua oposição ao regime político.
A morte do jovem foi contestada pelo irmão Hélio Jerônimo da Silva, também perseguido no período da ditadura militar brasileira, que conta uma versão totalmente diferente da relatada pela Marinha e pela Aeronáutica. O caso foi investigado pela Comissão Nacional da Verdade.

## Biografia
Nascido no dia 23 de março de 1948 em Formiga, Minas Gerais, Raimundo Eduardo da Silva é filho de Pedro Eduardo e Maria Francisca de Jesus. Ainda criança, mudou-se para Mauá, estudou no Colégio Estadual Visconde de Mauá e trabalhou como operário em três empresas entre 1967 e 1970: Fertilizantes Capuava, Laminação Nacional de Metais e IBRAPE.
Antes de ligar-se à Ação Popular (AP), foi militante pelo Partido Comunista Brasileiro (PCB), além de ter sido presidente da Sociedade Amigos do Bairro, um grupo de jovens de igreja no bairro Jardim Zaíra. Com a AP, Raimundo coordenou frentes do movimento em Mauá.
Denúncias relacionaram o nome do militante com a base da Ação Popular na Região Metropolitana de São Paulo, e o jovem foi obrigado a se refugiar em uma pensão clandestina em Santo André. Raimundo trabalhava muito neste período, ficava o dia e uma noite fora, isto é, passava dia sim dia não na pensão. Essa moradia era direcionada para os militantes, por isso clandestina, e recebia estudantes e operários em condições mínimas, financiada pela própria Ação Popular.
Em 23 de novembro de 1970, o operário foi vítima de facadas em uma briga local. Após passar por duas cirurgias e ser internado em uma casa de saúde da Samcil, foi descoberto pela repressão. Em 23 de dezembro foi retirado do leito hospitalar por investigadores do Destacamento de Operações de Informação - Centro de Operações de Defesa Interna (DOI-CODI) do estado de São Paulo enquanto ainda necessitava de tratamento médico. O caso de saúde do jovem era grave.
Raimundo foi preso no dia 23 de dezembro de 1970 e apareceu morto em 5 de janeiro de 1971 no Hospital do Exército, em São Paulo. O exército acreditava que ele era a cabeça do movimento da AP em Mauá e no ABC Paulista e demorou de nove a dez dias entre prender, matar e enterrá-lo em Guaianases, bairro da Zona Leste de São Paulo, alegando-o como indigente. O irmão de Raimundo, Hélio Jerônimo da Silva, afirma que o operário foi levado à força ao DOI-CODI (antiga OBAN), operação responsável por combater a oposição política ao regime militar, e assassinado pelos "investigadores". O relato também é o mesmo dos companheiros de prisão de Raimundo. A família do jovem operário foi perseguida de 1971 até 1979.
O caso de Raimundo foi novamente estudado na década de 1990 e levado à Comissão Especial sobre Mortos e Desaparecidos Políticos (CEMDP) do Ministério da Justiça, aos cuidados de Oswaldo Pereira Gomes. Em 14 de maio de 1996, o caso foi deferido por unanimidade. A maior parte da documentação do operário foi reunida neste período. Ainda, em 2013, Hélio Jerônimo discursou sobre o caso do irmão na Comissão Nacional da Verdade.

### Ação Popular
A Ação Popular (AP) foi fundada em 1962, em Belo Horizonte, por um grupos de operários e estudantes ligados à Igreja Católica: a Juventude Operária Católica (JOC) e a Juventude Estudantil Católica (JEC). Com a Ditadura Militar em 1964, a AP se espalhou para vários estados e cidades por todo o país. Todos aqueles ligados ao movimento tinham “verdadeiros interesses das classes oprimidas”. Nessa época, sugere-se que o movimento era considerado "pela polícia política, mais perigosa que o próprio Partido Comunista”.
Foi em Mauá, no bairro Jardim Zaíra, que foi formada a Célula-Base-22 (CB-22) da AP dos anos 1968 até 1970, dividida em três movimentos: Movimento Operário, Movimento da Juventude e Movimento Estudantil. Raimundo Eduardo coordenava o Movimento Operário ao lado de Gil Gonçalves Junior. Relacionado aos três, também havia o Grupo de Autodefesa, o qual, Raimundo estava à frente juntamente com Jesomar Alves Lobo, Getúlio Miguel de Souza, Paulo Célio e Antônio Miguel de Souza. Embora fosse clandestina, a AP cresceu demais neste período. A Célula Base 22 ganhava força nos colégios, igrejas e fábricas. Companheiros de caminhada do jovem operário metalúrgico contam que ele tinha um espirito extremamente revolucionário e desejava a igualdade entre as classes sociais. Ainda, relatos confirmam que o rapaz era uma inspiração para os outros jovens do bairro Jardim Zaíra que também lutavam contra o regime militar, por isso Raimundo era uma preocupação dos militares e foi acusado como uma das cabeças do movimento na Grande São Paulo.
Os militantes faziam comícios relâmpagos em estações de trem, distribuição de panfletagem nas madrugadas, comícios rápidos nos transportes públicos em horários de picos, nas portas de empresas, reuniam trabalhadores na saída dos trabalhos, incentivavam a criação de novas células e outros.

## Morte
Há duas versões sobre a morte de Raimundo Eduardo da Silva. Aquela relatada pela Aeronáutica e a Marinha e a versão do irmão do jovem, Hélio Jerônimo. Para o último, tudo começou quando um militar chamado João Guarda passou as informações sobre a Associação Amigos do Bairro, o que causou a perseguição do grupo e a partir das delações do militar, Raimundo começou a ser procurado pelo regime político e precisou mudar-se para uma pensão clandestina. No final do mês de novembro de 1970, o rapaz levou uma facada quando estava em, casa em Santo André, e foi internado por este motivo. Um mês depois, o exército descobriu onde ele estava e retirou Raimundo do Hospital Samcil contra a vontade dos médicos, alegando que iriam transferi-lo para o Hospital Cruz Azul. No entanto, o rapaz foi submetido à tortura no Destacamento de Operações de Informações – Centro de Operações de Defesa Interna (DOI-CODI), em São Paulo, desde o momento que foi retirado pelo exército da casa de saúde, onde se recuperava de uma cirurgia.Hélio garante essa versão, porque foi atrás do irmão no Hospital do Exército e foi avisado por um agente da repressão que ele não estava ali. Quando chegaram à OBAN, perguntaram sobre Raimundo e os militares garantiram que o operário estava naquele lugar, mas se perguntassem mais sobre o jovem, seriam recolhidos.
Neste período de 23 de dezembro de 1970 até o início do mês de janeiro de 1971, a visita da família era proibida, mas a mãe de Raimundo levava roupas e alimentos na prisão para o filho. No dia 4 de janeiro de 1971, a família do operário foi visitá-lo, mais uma vez apenas para levar as roupas e alimentos, porém, um policial ali disse que não receberia os objetos, porque o rapaz já estava “fedendo há muito tempo”. A partir desta data, a família foi em busca do corpo do filho no Instituto Médico Legal (IML) e descobriram que ele havia sido enterrado como indigente no Cemitério de Perus em Guaianases, bairro de São Paulo. O atestado de óbito só foi disponibilizado para os parentes de Raimundo um mês após essa data. Mais tarde, Hélio descobriu por companheiros de cela do irmão que o rapaz foi assassinado logo após ter sido preso.
A outra versão sobre a morte do operário é a relatada pela Aeronáutica e a Marinha. Segundo a documentação de ambos, o rapaz teria "falecido em 5 de janeiro de 1971 em virtude de agressão a faca por parte de outro preso" e acusam um rapaz chamado Moacir Moutinho. Ainda nos documentos do exército, relatam sobre Raimundo como militante na AP em Mauá, responsável por desenvolver um trabalho teatral com jovens, além de participar da elaboração do estatuto da Ação Popular Marxista-Leninista (APML) e do Grupo de Agitação Urbana (GAU), "nos moldes usados no Vietnã, no treinamento de confecção e lançamento de explosivos e bombas "molotov". Os relatórios dos militares só foram disponibilizados em 1993.
No caso de Raimundo, a apelação nº 38.650 do Superior Tribunal Militar (STM) repete a história do exército e expõe o golpe de faca no rapaz em uma "briga comum" em novembro de 1970, seguido da narrativa sobre os investigadores retirando o operário do leito hospitalar para depor, embora ele ainda precisasse do tratamento médico. O jovem morreu aproximadamente um mês e meio depois de ter sido golpeado, em 5 de janeiro de 1971. São esses os documentos oferecidos pelo Departamento de Ordem Política e Social (DEOPS).
No mesmo ano, os relatórios oficiais foram contestados por outros militantes. O padre Giulio Vicini e a assistente social Yara Spadini produziram panfletos denunciando que a morte do operário foi sob torturas e de outros trabalhadores que também foram assassinados. Mais tarde, os dois foram presos e torturados após serem pegos levando o modelo do panfleto com as denúncias para a impressão. A situação foi bastante repercutida na imprensa, inclusive a morte de Raimundo.
O IML descreve o falecimento por uma "dependência policial ou assemelhada": […] vítima de agressão a faca (arma branca), em data de 23 de novembro de 1970, às quinze horas, sendo socorrido pela Samcil". Os legistas descreveram as torturas sofridas. Por fim, o Laudo Médico de 22 de janeiro de 1971 concluiu que a morte do militante foi devido a uma peritonite fibrinosa, em consequência aos ferimentos que não foram bem tratados e acumularam bactérias e fungos no dia 5 de janeiro de 1971.
Apenas em 1983, o corpo de Raimundo foi exumado e sepultado a partir da escolha da família no Cemitério de Santa Lídia, na cidade de Mauá, escolha da família. Além disso, comandado pelo dom Paulo Evaristo Arns, aconteceu uma missa na Assembleia Legislativa em memória do jovem operário. Após a celebração, o corpo seguiu em cortejo até Mauá e passou pela avenida da cidade paulista que leva o nome do militante — Raimundo Eduardo da Silva.

## Homenagens
Na Comissão Especial sobre Mortos e Desaparecidos Políticos (CEMDP), em 14 de março de 1996, o general Oswaldo Pereira Gomes votou por deferimento do caso, que foi aprovado com unanimidade. Em homenagem ao rapaz foi nomeada uma avenida — Avenida Raimundo Eduardo da Silva — no bairro Jardim Zaíra, na cidade de Mauá. Além desta, na década de 1990 também foi nomeada uma rua em homenagem a Raimundo no distrito do Jaçanã, na favela da Jova Rural.

## Comissão da Verdade
O caso de Raimundo Eduardo da Silva foi abordado pela Comissão da Verdade do Estado de São Paulo “Rubens Paiva”, em audiência pública no dia 15 de julho de 2013. A sessão ouviu o irmão da vítima, Hélio Jerônimo da Silva. Ele contou que, no dia 4 de janeiro de 1971, quando a mãe levava mantimentos para serem entregues a Raimundo, foi informada por um oficial que ele “já estava fedendo há muito tempo”. Na verdade, praticamente toda a documentação e relatos da história de Raimundo que não sejam da Marinha e Aeronáutica são advindos de Hélio, o qual, sempre tentou denunciar as torturas e injustiça que aconteceu com o irmão. Por isso, inclusive, a família do operário foi perseguida durante anos da Ditadura Militar. Alguns companheiros de militância do metalúrgico também falaram sobre o caso e as histórias que viveram ao lado dele.